# 奥井亜紀
奥井 亜紀（おくい あき、1971年10月19日 - ）は、日本の女性シンガーソングライター。兵庫県伊丹市出身。

## 来歴
小学生時代、音楽のテストで先生に「声がきれい」と褒められたことがきっかけで、自分の得意な物に出会えたと感じて、歌を始める。学校のコーラス部、伊丹市の合唱団に入って活動していた。
中学生時代、ノートに詞を書き溜め、作詞を始める。高校1年生の時に、あるディレクターと知り合ったのがきっかけで、音楽を仕事にすることを意識するようになる。
大学は近畿大学文芸学部芸術学科（演劇芸能専攻）に進学。音楽ではなく、演劇の勉強をしていた。しかし、本当にやりたいのは演劇ではなく音楽だというジレンマを抱え、またかねてから東京に来るように言っていた人に誘われる形で、やはり音楽をやろうという考えに戻り、3年で大学を中退。1993年7月21日に上京。
1993年11月28日、 シングル「銀のスプーンで」（ワーナーミュージック・ジャパン）でデビュー。
1994年から1995年、テレビ朝日系アニメ『魔法陣グルグル』のエンディングテーマとオープニングテーマを担当。
1996年、テレビ朝日系アニメ『クレヨンしんちゃん』のエンディングテーマを担当。
1997年、当時所属していたワーナーミュージック・ジャパンとの契約を終了。
1998年4月から9月、テレビ朝日で放送されたドラマ『せつない』の挿入歌を提供。
2000年、フジテレビ系アニメ『∀ガンダム』のエンディングテーマを提供。
2001年、インディーズ初となるシングル「大樹」（Butterflyレーベル）をリリース。
2003年、活動の場をインディーズシーンに移し、事実上歌手として再開する。7月、篠原美也子と期間限定ユニット「福娘。」を結成し、ミニアルバム『夏ノ花』を発表。11月、歌手活動10周年を記念し、セルフカバーベストアルバム『COCOROTO』を発表。2004年、カゴメのCM曲を担当。
2007年4月、セントラルミュージックの新レーベル『LIVEMASTER RECORDS』の第1弾リリースとして、アルバム『青空の手紙』を発表。7月、シングル「うつくしもの」が契機となり、京都府亀岡市の観光大使に任命される。
2008年11月、約4年ぶりとなるアコースティックアルバム『うたの素 弐巻』を発表。歌手活動15周年を記念し、公式サイトにて『15th Anniversary』の特設ページを開設、フォトライブラリと15の質問を掲載。
2010年9月、テレビ東京系アニメ『ポケットモンスター ベストウイッシュ』のエンディングテーマを担当。
2012年5月、UHFアニメ『黄昏乙女×アムネジア』のエンディングテーマを担当。
2014年6月、アニメ『メカクシティアクターズ』9話のオープニングテーマを担当。
2017年8月、アニメ『18if』5話のエンディングテーマを担当。
2019年から2022年、カプリチオミュージックにて、デジタルシングルをリリース。2019年12月『関西風』、2020年4月『トロフィー』、2020年10月『Wakaii』、2021年9月『つない手』、2022年4月『伝言』
2025年1月、約12年半ぶりのニューアルバム『風夢記』をリリース。ゴンドウトモヒコがアレンジ、プロデュースを行い、これまで未発表だった12曲を収録。

## エピソード
デビュー直前の1993年8月から『清水宏のオールナイトニッポン』（ニッポン放送）に出演していた。神田うのが彼女の歌を絶賛したことがある。ファルセットの歌声や世界観に反し、関西弁のままにトークが繰り広げられる。友人は、加藤いづみ、片岡大志相馬裕子など。

## 作品

### シングル
|      | リリース       | タイトル（c/w）                               | 品番       | タイアップ等                                                      | 最高位 |
| ---- | -------------- | --------------------------------------------- | ---------- | ----------------------------------------------------------------- | ------ |
| 1st  | 1993年11月28日 | 銀のスプーンで もう何もいらない               | WPDL-4377  |                                                                   | 圏外   |
| 2nd  | 1994年11月10日 | Wind Climbing 〜風にあそばれて〜 愛はかける   | WPD6-9019  | ABC/テレビ朝日系アニメ「魔法陣グルグル」エンディング主題歌        | 41位   |
| 3rd  | 1995年2月25日  | 泣くもんか あしかになってしまいたい           | WPD6-9035  |                                                                   | 100位  |
| 4th  | 1995年6月25日  | 晴れてハレルヤ あなたに会いにいこう           | WPD6-9051  | ABC/テレビ朝日系アニメ「魔法陣グルグル」オープニング主題歌        | 18位   |
| 5th  | 1995年9月25日  | ゆきうさぎ 夢の帆船                           | WPD6-9058  | テレビ東京系「TXNニュース THIS EVENING」エンディングテーマソング  | 81位   |
| 6th  | 1996年4月25日  | しあわせのいろ 風になりたい                   | WPD6-9079  | TBS系「どうぶつ奇想天外!」エンディングテーマソング                | 圏外   |
| 7th  | 1996年5月24日  | Love&Love 勝子の就職物語                      | WPD6-9088  | ABC/テレビ朝日系「快楽通信」エンディングテーマソング              | 99位   |
| 8th  | 1996年11月10日 | BOYS BE BRAVE 〜少年よ勇気を持て〜 魔法の呪文 | WPD6-9102  | テレビ朝日系アニメ「クレヨンしんちゃん」8代目エンディングテーマ曲 | 圏外   |
| 9th  | 2000年2月4日   | 月の繭 炎と雨                                 | KIDA-192   | フジテレビ系アニメ「∀ガンダム」エンディング主題歌                 | 94位   |
| 10th | 2001年5月2日   | 大樹 CRAZY ABOUT YOU Iのこころ                | BUCA-11112 |                                                                   | 圏外   |
| 11th | 2003年4月21日  | うつくしもの 奥井亜紀コメント                 | INSP-0006  | 京都府亀岡市「平和の歌」                                          | 圏外   |
| 12th | 2012年5月23日  | カランドリエ 粒星                             | ZMCZ-7836  | UHFアニメ「黄昏乙女×アムネジア」エンディング主題歌                | 70位   |

### デジタルシングル
|     | リリース       | タイトル   |
| --- | -------------- | ---------- |
| 1st | 2019年12月1日  | 関西風     |
| 2nd | 2020年4月1日   | トロフィー |
| 3rd | 2020年10月21日 | Wakaii     |
| 4th | 2021年9月22日  | つない手   |
| 5th | 2022年4月2日   | 伝言       |

先行配信・その他
| リリース       | タイトル                       | 品番        | 備考                                              |
| -------------- | ------------------------------ | ----------- | ------------------------------------------------- |
| 2012年7月19日  | 心のファンファーレ(OPENER VER) | ー          | 16thアルバム「OPENER」先行配信                    |
| 2017年8月5日   | プルメリア                     | NOPA-1471   | UHFアニメ「18if」エンディング主題歌               |
| 2020年2月2日   | 限りなき旅路                   | SRM-RX78080 | フジテレビ系アニメ「∀ガンダム」エンディング主題歌 |
| 2024年12月22日 | クリスマスのように             | ー          | 17thアルバム「風夢記」先行配信                    |

### アルバム
|      | リリース                         | タイトル                              | 品番                    | 最高位 |
| ---- | -------------------------------- | ------------------------------------- | ----------------------- | ------ |
| 1st  | 1994年4月25日                    | Lost Melodies                         | WPC6-8013               | 圏外   |
| 2nd  | 1995年3月25日                    | Wind Climbing                         | WPC6-8096               | 77位   |
| 3rd  | 1995年10月25日                   | Voice of Hallelujah                   | WPC6-8053               | 47位   |
| 4th  | 1996年11月30日                   | You're the only melody                | WPC6-8244               | 82位   |
| 5th  | 1997年9月25日                    | Straw Color〜Single Collection&More〜 | WPC6-8373               | 圏外   |
| 6th  | 2003年4月21日 再：2007年8月29日  | DENIMUM                               | INSP-5 再：JCLM-1003    | 圏外   |
| 7th  | 2003年11月28日 再：2009年3月18日 | COCOROTO                              | MTCL-1002 再：XQDQ-1006 | 圏外   |
| 8th  | 2004年9月28日 再：2009年3月18日  | うたの素 壱巻                         | MTCL-1004 再：XQDQ-1007 | 圏外   |
| 9th  | 2004年11月28日                   | cyclong                               | MTCL-1005               | 圏外   |
| 10th | 2006年1月27日                    | トキノマニ                            | FINSP-0001              | 圏外   |
| 11th | 2006年2月8日                     | pp                                    | INSP-0007               | 圏外   |
| 12th | 2007年4月18日                    | 青空の手紙                            | JCLM-1001               | 圏外   |
| 13th | 2008年4月23日                    | 音海スイム                            | XQDQ-1003               | 圏外   |
| 14th | 2008年11月12日                   | うたの素 弐巻                         | XQDQ-1005               | 289位  |
| 15th | 2009年5月13日                    | TIMEcARTRIDGE                         | XQDQ-1008               | 230位  |
| 16th | 2012年7月25日                    | OPENER                                | ZMCZ-8042               | 105位  |
| 17th | 2025年1月22日                    | 風夢記                                | UZ-0001                 |        |

### DVD
| リリース      | タイトル         | 品番      |
| ------------- | ---------------- | --------- |
| 2003年8月31日 | DENIMUM DATA 517 | MTBL-8001 |
| 2004年2月25日 | 心音符           | MTBL-8002 |
| 2009年3月18日 | 15FESTA          | XQDQ-2001 |

### 楽曲参加
| リリース       | タイトル                                                                    | 楽曲                                                         | 規格            | 品番                                                                | 備考 |
| -------------- | --------------------------------------------------------------------------- | ------------------------------------------------------------ | --------------- | ------------------------------------------------------------------- | --- |
| 1991年6月21日  | KOSHIEN OF DREAMS 〜夢のかたち〜                                            | 「THE AFTER」                                                | CD              | PLCP-30                                                             | |
| 1998年8月25日  | せつない TOKYO HEART BREAK                                                  | 「さよならびより」                                           | CD              | TOCT-10405                                                          | ドラマ「せつない」オリジナル・アルバム |
| 1999年12月8日  | 枡野浩一プレゼンツ「君の鳥は歌を歌える」                                    | 「セミくらい大きな声で鳴けたならモラトリアムが長かったなら」 | CD              | TOCT-24286                                                          | |
| 2000年6月7日   | COCOA                                                                       | 「限りなき旅路」 「炎と雨」 「月の繭」                       | CD              | KICA-508                                                            | アニメ「∀ガンダム」オリジナル・サウンドトラック                                                                                                |
| 2003年7月20日  | 夏ノ花                                                                      | 「夏ノ花」/ 福娘。 「Candy Pot」 「Place」                   | CD              | MTCL-1001                                                           | 篠原美也子とのユニット『福娘。』として |
| 2003年8月20日  | 百歌集〜色は匂へど散りぬるを                                                | 「大樹(LIVE VERSION)」                                       | CD              | INSP-0002                                                           | |
| 2006年4月28日  | THE LIVE goes on シリーズ第12弾！「東京百歌&TOKYO ACOUSTIC NITE 2006」      | 「花冠」                                                     | DVD             | HMBH-1021                                                           | |
| 2006年7月12日  | 絵日記と紙芝居～村下孝蔵トリビュートアルバム～                              | 「とまりぎ」                                                 | CD              | SECL-414                                                            | |
| 2009年5月27日  | YOKO KANNO SEATBELTS 来地球記念コレクションアルバム スペース バイオチャージ | 「限りなき旅路」                                             | CD              | VTCL-60141                                                          | |
| 2010年2月24日  | 機動戦士ガンダム 「30周年記念CD-BOX GUNDAM SONGS 145」                      | 「月の繭」 「限りなき旅路」                                  | CD              | VTZL-30                                                             | 機動戦士ガンダム 30周年記念CD-BOX |
| 2010年11月24日 | ベストウイッシュ!/心のファンファーレ                                        | 「心のファンファーレ」                                       | CD              | ZMCP-5653                                                           | テレビ東京系アニメ『ポケットモンスター ベストウイッシュ』エンディングテーマ                                                                    |
| 2012年7月18日  | やじるしになって!/七色アーチ                                                | 「七色アーチ」                                               | CD              | ZMCP-6093                                                           | テレビ東京系アニメ『ポケットモンスター ベストウイッシュ』エンディングテーマ ポケモンBW合唱団（奥井亜紀、江崎とし子、あきよしふみえ）として参加 |
| 2013年12月18日 | ライブインメカクシティ SUMMER'13                                            | 「シニガミレコード」 「アヤノの幸福理論」                    | Blu-ray/DVD     | MHXL-17/8（Blu-ray初回盤） MHXL-19（Blu-ray通常盤） MHBL-253（DVD） | 2013年8月15日Zepp Divercityで行われたじん (自然の敵P)のライブ映像作品                                                                          |
| 2014年11月26日 | メカクシティアクターズ 9「アヤノの幸福理論」                                | 「アヤノの幸福理論」                                         | Blu-ray／DVD+CD | ANZX-11237(Blu-ray) ANZB-11237(DVD)                                 | アニメ『メカクシティアクターズ』9話の映像作品 完全生産限定版 特典CDに収録                                                                      |
| 2015年04月01日 | MEKAKUCITY M's 1 メカクシティアクターズ・ヴォーカル&サウンド コレクション   | 「群青レイン」 「アヤノの幸福理論」                          | CD              | ZMCL-1023                                                           | |
| 2017年10月4日  | TVアニメ「18if」主題歌集                                                    | 「プルメリア」                                               | CD              | KICA-3268                                                           | |
| 2017年11月15日 | Magical Circle                                                              | 「Wind Climbing ～風にあそばれて～」                         | CD              | LACM-14679                                                          | TECHNOBOYS PULCRAFT GREEN-FUNDによる新アレンジバージョン                                                                                       |
| 2022年7月27日  | TWO-MIX Tribute Album "Crysta-Rhythm"                                       | 「THOUSAND NIGHTS」                                          | CD              | KICS-4058                                                           | TWO-MIXのトリビュート・アルバム |
| 2022年12月24日 | なつかし あたらし にほんうた                                                | 「ずいずいずっころばし」 「この道」                          | デジタル        | ー                                                                  | |

### 楽曲提供
- 美裕リュウ － 君がいない（作詞・作曲）
  - 1996年11月21日　アルバム『gardenia』収録
- DRAMATIC BLUE BIRD － 夏休みをふたりで（作詞・作曲）
  - 1998年6月20日　シングル『夏休みをふたりで』収録
- 竹達彩奈 － パルス通信（作詞・作曲）
  - 2016年11月2日　アルバム『Lyrical Concerto』収録
- 不知火フレア － SKYSONAR（作詞・作曲）
  - 2023年7月16日　デジタルシングル『SKYSONAR』収録

### 未収録曲
- 散るまで
- ラスト
- 君のために泣いてくれる人はいますか
- After Summer Coke
- どうしてあんなやつ好きになったんだろう
- 6月の晴れた午後に
- 冬休みになったら
- 君はレモン
- 愛の迷い子
- 12月の香椎
- アンテナ
- 祷火
- リンゴの匂いのする手紙
- I know I love you
- I LOVE HONG KONG
- 初めての夏休み
- ドヤドヤ
- シンガーソングウォーカー
- 夢
- 晴点
- ONE
- 日日晶人
- 幸福の森
- iPhone6
- Never Ending Fantasy
- M one y
- アキオクリズム
- サマーチューナー
- マイナンバー
- メニーメニーメリークリスマス

### 著書
- B型のオンナ（2007年12月16日/発行元：文化放送メディアブリッジ）

## ラジオ番組
- まんたんMUSIC（JFN） - 火曜深夜担当（1994年4月 - 1997年3月）
- らじおの王様 （静岡放送）
- ARTIST JAM（FM PORT） - 月曜担当 （2005年 - 2006年3月）
- 奥井亜紀の手紙（BBQR 2007年4月 - 2010年4月、文化放送 2007年10月 - 2010年4月）